# Law & Order: UK
Law & Order: UK (en español: La Ley y el Orden: Reino Unido) es un drama policíaco y legal británico que comenzó sus transmisiones el 23 de febrero del 2009 por medio de la cadena ITV. El programa es la primera serie dramática de televisión norteamericana en ser adaptada a la televisión británica. La serie está basada en la serie original americana Law & Order.
La serie se centra en la perpetración de un delito el cual es investigado por la policía que culmina en la detención de los culpables, quienes pasan por un procedimiento judicial y son llevados a los tribunales por los fiscales y defensores quienes intentan condenar a los sospechosos y culpables por sus crímenes. También sigue a los policías y fiscales, y cómo ellos tienen que balancer su vida personal con el trabajo.
La serie fue creada por Dick Wolf y ha contado con la participación de exitosos actores invitados como Nicola Walker, Robert Glenister, Tim McInnerny, Tamzin Outhwaite, Sean Harris, Anna Chancellor, Colin Salmon, Iain Glen, Juliet Stevenson, Dervla Kirwan, Genevieve O'Reilly, Will Thorp entre otros.
Al finalizar la octava temporada el 11 de junio del 2014 se anunció que la serie se tomaría un descanso.

## Historia
La serie se centra en los detectives y fiscales del Departamento de Investigación Criminal del Reino Unido quienes investigan asesinatos que involucran a gente que vive en las calles de Londres y buscan obtener la verdad llevándolos a los tribunales.
El Departamento de Policía está conformado por el Unidad de Investigación Metropolitana de Asesinato "M.I.U." formada por oficiales dedicados entre ellos al sargento oficial mayor Ronnie Brooks, quien se ha recuperado de su alcoholismo, y sustituye la bebida por la comida, por el detective sargento Sam Casey, un joven y fuerte oficial de policía que llega a la unidad y por su jefa la detective inspectora Natalie Chandler.
Junto a ellos están los fiscales de la corona conformada por la compasiva y encantadora Alesha Phillips quien busca ser la voz de la razón en el equipo, por Jacob Thorne un abogado que al momento de estar en la corte se vuelve agresivo y busca encarcelar al culpable y por su jefe Henry Sharpe quien maneja al equipo de manera justa y con mano firme.
Anteriormente con ellos trabajaban el Detective Sargento Matt Devlin, quien murió luego de recibir un disparo en el pecho después de salvar a Alesha y al testigo Kaden Blake de Jamaal Clarkson, el dedicado Fiscal Superior de la Corona James Steel quien decidió retirarse y el director de CPS George Castle, quien se retiró de su puesto para convertirse en el nuevo Director del Ministerio Público.

## Personajes
| Actor            | Personaje               | Trabajo                              | Nº de episodios | Temporada   |
| ---------------- | ----------------------- | ------------------------------------ | --------------- | ----------- |
| Bradley Walsh    | Ronald "Ronnie" Brooks  | Detective Sargento Mayor             | 53              | 2009 - 2014 |
| Dominic Rowan    | Jacob "Jake" Thorne     | Fiscal Superior de la Corona         | 27              | 2011 - 2014 |
| Peter Davison    | Henry Sharpe            | Director de la Fiscalía de la Corona | 27              | 2011 - 2014 |
| Georgia Taylor   | Katherine "Kate" Barker | Asistente del Fiscal de la Corona    | 14              | 2013 - 2014 |
| Ben Bailey-Smith | Joseph "Joe" Hawkins    | Detective Sargento                   | 8               | 2014        |
| Sharon Small     | Elizabeth Flynn         | Detective Inspectora en Jefe         | 2               | 2014        |

### Personajes recurrentes
| Actor              | Personaje      | Trabajo                                                | Nº de episodios | Temporada   |
| ------------------ | -------------- | ------------------------------------------------------ | --------------- | ----------- |
| Jessica Gunning    | Angela         | Encargada de los Registros Informáticos del Sistema    | 29              | 2009 - 2014 |
| Adelayo Adedayo    | Kayla          | Encargada de los Registros Informáticos del Sistema    | 5               | 2014        |
| Nicola Sanderson   | Joy Ackroyd    | Oficial e Investigadora de la Escena del Crimen        | 19              | 2009 - 2014 |
| Alexander Perkins  | Pete           | Oficial e Investigador de la Escena del Crimen         | 14              | 2009 - 2014 |
| Adjoa Andoh        | Lilly          | Patóloga Forense                                       | 8               | 2011 - 2014 |
| Annabel Mullion    | Eleanor        | Patóloga Forense                                       | 4               | 2011 - 2014 |
| Fraser James       | Dr. Toby Marsh | Psiquiatra y Psicólogo Infantil                        | 5               | 2010 - 2014 |
| Gillian McCutcheon | Margaret Blake | Jueza de la Corte de la Corona de la Ciudad de Londres | 6               | 2009 - 2014 |
| Paul Darrow        | Prentice       | Juez de la Corte de la Corona de la Ciudad de Londres  | 6               | 2009 - 2014 |
| Cyril Nri          | DeMarco        | Juez de la Corte de la Corona de la Ciudad de Londres  | 4               | 2009, 2014  |
| Diana Quick        | Hall           | Jueza de la Corte de la Corona de la Ciudad de Londres | 3               | 2010, 2014  |
| Pip Torrens        | Philip Nevins  | Abodago Defensor                                       | 5               | 2011 - 2014 |

### Próximas salidas
| Actor         | Personaje              | Última Aparición |
| ------------- | ---------------------- | ---------------- |
| Bradley Walsh | Ronald "Ronnie" Brooks | -                |

### Antiguos personajes principales
| Actor           | Personaje        | Posición                          | Temporadas          | Episodios | Duración        | Causa                                                     | Estado |
| --------------- | ---------------- | --------------------------------- | ------------------- | --------- | --------------- | --------------------------------------------------------- | ------ |
| Freema Agyeman  | Alesha Phillips  | Asistente del Fiscal de la Corona | 1, 2, 3, 4, 5, 6    | 39        | 2009 - 2012     | se convirtió en fiscal superior de la Corona del Noroeste | Viva   |
| Harriet Walter  | Natalie Chandler | Detective Inspectora              | 1, 2, 3, 4, 5, 6, 8 | 40        | 2009-2012, 2014 | se retiró para cuidar de su familia                       | Viva   |
| Jamie Bamber    | Matt Devlin      | Detective Sargento Menor          | 1, 2, 3, 4, 5       | 32        | 2009 - 2011     | murió al recibir un disparo protegiendo a Kaden Blake     | Muerto |
| Ben Daniels     | James Steel      | Fiscal Superior de la Corona      | 1, 2, 3, 4          | 26        | 2009 - 2011     | se retiró                                                 | Vivo   |
| Bill Paterson   | George Castle    | Director de Fiscalía de la Corona | 1, 2, 3, 4          | 26        | 2009 - 2011     | obtuvo el puesto de Director del Ministerio Público       | Vivo   |
| Paul Nicholls   | Samuel Casey     | Detective Sargento                | 6, 7                | 13        | 2012 - 2013     | -                                                         | Vivo   |
| Paterson Joseph | Wesley Layton    | Detective Inspector               | 7, 8                | 14        | 2013 - 2014     | asesinado por un hombre que Wes había detenido            | Muerto |

## Episodios
La primera temporada estuvo conformada por siete episodios, la segunda por seis, la tercera temporada por siete, la cuarta por seis, la quinta temporada por seis episodios, la sexta por siete, la séptima temporada por ocho y la octava temporada por 6 episodios.

## Premios y nominaciones
| Año  | Categoría                                             | Premio                    | Nominado (a)                  | Resultado |
| ---- | ----------------------------------------------------- | ------------------------- | ----------------------------- | --------- |
| 2014 | TV Detective                                          | National Television Award | Bradley Walsh                 | Nominado  |
| 2011 | Outstanding Individual Episode (episodio "Samaritan") | GLAAD Media Award         | Law & Order: UK               | Nominado  |
| 2009 | Best New Drama                                        | TV Quick Award            | Jane Featherstone & Dick Wolf | Nominado  |

## Producción
Se ordenaron una serie de 13 episodios los primeros siete conformaron la primera temporada en el 2009, mientras que los últimos seis conformaron la segunda temporada transmitida en el 2010.
Otra serie de 13 episodios fueron ordenadas, los primeros siete episodios conformaron la tercera temporada transmitida en el 2010 y los últimos seis formaron la cuarta temporada la cual comenzó sus transmisiones en el 2011.
Una tercera serie de 13 episodios fueron ordenados en octubre del 2010, los primeros seis episodios conformaron la quinta temporada transmitida en el 2011 y los últimos siete episodios conformarán la sexta temporada la cual será transmitida en el 2012. En agosto del 2012 se anunció que la serie había sido renovada para una séptima temporada que fue estrenada el 14 de julio del 2013.
En el Reino Unido la serie se transmite por medio de la cadena ITV1.
El 3 de junio del 2014 se anunció que la serie se tomaría un descanso después de que el episodio final de la 8.ª temporada fuera emitido el 11 de junio del 2014 luego de que la ITV decidiera refrescar su departamento de drama con la opción de poder volver en el futuro. También se anunció que el actor Bradley Walsh quien interpreta al detective Ronnie Brooks dejaría la serie.

### Emisión en otros países
En Irlanda la serie es conocida como "Law & Order: London"  y se transmite por medio de la cadena TV3. En los Estados Unidos la serie se transmite por medio de la cadena BBC America desde el 3 de octubre del 2010.
La serie también se transmite en países como Francia México, Alemania, Bélgica, Holanda, Nueva Zelanda, entre otros...
| País           | Cadenas         | Fecha de Inicio          | Fecha de Finalización |
| -------------- | --------------- | ------------------------ | --------------------- |
| Alemania       | Fox Channel     | 4 de febrero de 2010     | -                     |
| Argentina      | A&E             | 2010                     | -                     |
| Australia      | Network Ten     | 12 de agosto de 2009     | -                     |
| Brasil         | A&E             | 3 de marzo de 2010       | -                     |
| Canadá         | City TV         | 11 de junio de 2009      | -                     |
| Dinamarca      | TV 2            | junio del 2011           | -                     |
| Estados Unidos | BBC America     | 3 de octubre de 2010     | -                     |
| Finlandia      | YLE TV1         | 9 de septiembre de 2009  | -                     |
| Francia        | TF1 & 13ème Rue | 6 de junio de 2010       | -                     |
| Irlanda        | TV3             | 24 de febrero de 2009    | -                     |
| Italia         | Fox Crime       | 14 de marzo de 2011      | -                     |
| Holanda        | NET 5           | 23 de octubre de 2009    | -                     |
| México         | A&E             | 2010                     | -                     |
| Nueva Zelanda  | TV1             | 27 de septiembre de 2009 | -                     |
| Portugal       | AXN             | -                        | -                     |
| Sudáfrica      | SET TV          | 7 de octubre de 2010     | -                     |
| Suiza          | STV             | 23 de febrero de 2009    | -                     |
| España         | Ten, AXN        | -                        | -                     |